# Sulejman Pačariz
Hfz. Sulejman ef. Pačariz (Bioča pokraj Bijelog Polja, 1900. – pokraj Banje Luke, 1945.), bošnjački je imam i komandant odreda Muslimanske milicije Sandžaka tijekom Drugog svjetskog rata. Kada su nacisti preuzeli kontrolu nad Sandžakom 1943. Pačariz je bio postavljen za komandanta SS Polizei-Selbstschutz-Regiment Sandschak. Odred muslimanske milicije pod njegovom kontrolom je bio poznat kao Pačarizovci. Zapovijedao je odredom jašući crnog konja. Uhićen je 1945. i pogubljen zbog zločina nad civilima.

## Životopis
Sulejman Pačariz je rođen 1900. u mjestu Bioča pokraj Bijelog Polja. Bio je stariji sin Ibrahima Pačariza Biočaka. U vrijeme ubojstva oca, bio je pripadnik kraljevske žandarmerije. Po saznanju o pogibiji oca, donio je odluku o njenom napuštanju, nakon čega se priključio komitskoj družini Jusufa Mehonjića, gdje je ostao sve do 1926. godine. Nakon Mehonjićeve pogibije Pačariz se vratio u Brodarevo i ponovo stupio u redove žandarmerije, službujući u selima Stranjani i Karaula.
Bio je također imam džamije u Hisardžiku, mjesta koje se nalazi na 5 km udaljenosti od Prijepolja. Džamija je izgrađena na južnoj padini ispod srednjovjekovnog grada Hisardžik u kom je prema povijesnim podacima boravio sultan Mehmed II. Fatih u svom pohodu zauzimanja Bosne.

## Drugi svjetski rat

### S ustašama
Na početku Drugog svjetskog rata u Jugoslaviji Ustaše su okupirale Sandžak i pripojile ga Nezavisnoj Državi Hrvatskoj. Osnovale su Muslimansku miliciju Sandžaka a Pačariza i više drugih značajnijih Bošnjaka postavile na plaćene pozicije zapovjednika pojedinih lokalnih odreda. Odmah su im dodijeljeni činovi majora i angažirani su u akcijama usmjerenim protiv srpskog stanovništva. Do rujna 1941. Ustaše su predale kontrolu nad Sandžakom Talijanima. 

### Sa talijanskim fašistima
Krajem jeseni crnogorski komunisti su pregovarali sa Sulejmanom Pačarizom, ali nisu uspjeli da ga uvjere da se pridruži partizanima. Pačariz je u svoj odred mobilizirao Bošnjake iz Prijepolja, na desnoj obali Lima i u bivšim općinama Velika Župa i Seljašnica. Njegov odred su u početku naoružale Ustaše a zatim Talijani. Pačariz je često prijavljivao veći broj milicionera pod svojom komandom i za sebe zadržavao njihove mjesečne plate koje su dobijali od Talijana.
Polovinom studenog 1941. odred od oko 40 vojnika četničkog odreda iz Kosatice je pokušao razoružati odred Muslimanske milicije pod komandom Pačariza. Milicioneri su odbili da predaju oružje i u okršaju koju je uslijedio dva milicionera su poginula, a jedan četnik je bio ranjen. Za osvetu su Pačarizovci napali dio mjesta Kosatica naseljen Srbima, zarobili, mučili i ubili sedam Srba iz Kosatice.

#### Bitka za Sjenicu
Snage Muslimanske milicije iz Hisardžika pod komandom Pačariza su 22 prosinca 1941. zajedno sa odredom Muslimanske milicije iz Sjenice uspješno odbile napad partizana koji su pokušali da zauzmu Sjenicu. U ovoj bitci je bilo zarobljeno sedam partizana koje je Pačariz povremeno posjećivao u zatvoru u Sjenici. Veljače 1942. zapovjedništvo talijanskih snaga u Prijepolju je naredilo Pačarizu da ide u Sjenicu i dovede 18 partizana zarobljenih 22. prosinca 1941. Talijani su namjeravali razmijeniti zarobljene partizane za zarobljene talijanske vojnike. Pačariz je doveo 13 partizana do Prijepolja ostavljajući pet ranjenih partizana u Sjenici. Svi partizani koje je Pačariz doveo Talijanima su strijeljani u Purića potoku ispod Srijeteža.
Pačariz je osnovao takozvani leteći vod od svojih najlojalnijih ljudi. Upotrebljavao ih je da prisilno mobiliziraju ljude i da prisiljavaju bogatije Bošnjake da kupuju oružje od njega. Oni koji bi mu se suprotstavili bili su brutalno pretučeni i terorizirani. Zajedno sa ostalim komandirima Muslimanske milicije Sandžaka, sudjelovao je na konferenciji u Godijevu i složio se sa planom napada na srpska sela u blizini Sjenice i ostalim dijelovima Sandžaka.

### S njemačkim nacistima
Kada je bio postavljen na poziciju Höhere SS-und Polizeiführer Sandschak (visoki SS i policijski lider Sandžaka) rujna 1943., Karl von Krempler je postao poznat kao princ Sandžaka nakon relativno uspješnog formiranja SS Polizei-Selbstschutz-Regiment Sandschak. U listopadu je otišao u Sandžak i preuzeo kontrolu nad lokalnim dobrovoljačkim milicijama od oko 5.000 protusrpskih i antikomunističkih nastrojenih osoba, sa sjedištem u Sjenici. Ova formacija je ponekad zbog toga nazivana Kampfgruppe Krempler ili Muselmanengruppe von Krempler. Karl von Krempler je postavio Sulejmana Pačariza kao formalnog zapovjednika ove postrojbe, ali je de facto on ostao zapovjednik jer je bio ključna osoba za obuku i osiguranje njemačkog oružja i municije.
Pačariz se sa svojim trupama u studenom 1944. povukao u Sarajevo, gdje je SS Polizei-Selbstschutz-Regiment Sandschak stavljena pod komandu ustaškog generala Vjekoslava Maksa Luburića. Pačariz je unaprijeđen u čin ustaškog pukovnika.

## Smrt
Uhićen je 1945. pokraj Banje Luke. Postoje različite verzije ubojstva hfz. Sulejmana ef. Pačariza. Neki čak tvrde da je izveden na sud i osuđen na smrt, ali povjesničari nisu pronašli sudsku presudu. Najvjerovatije je ubijen bez suđenja.

## Vanjske poveznice
- Kako je završio Sulejman-hodža Pačariz:  Jedan od muslimanskih junaka Drugog svjetskog rata  Arhivirana inačica izvorne stranice od 27. travnja 2014. (Wayback Machine) - The end of Sulejman-Hodža Pačariz, one of Muslim heroes during the Second World War, published in the Croatian language